# Bernhard Heinrich von Sachsen-Weimar-Eisenach

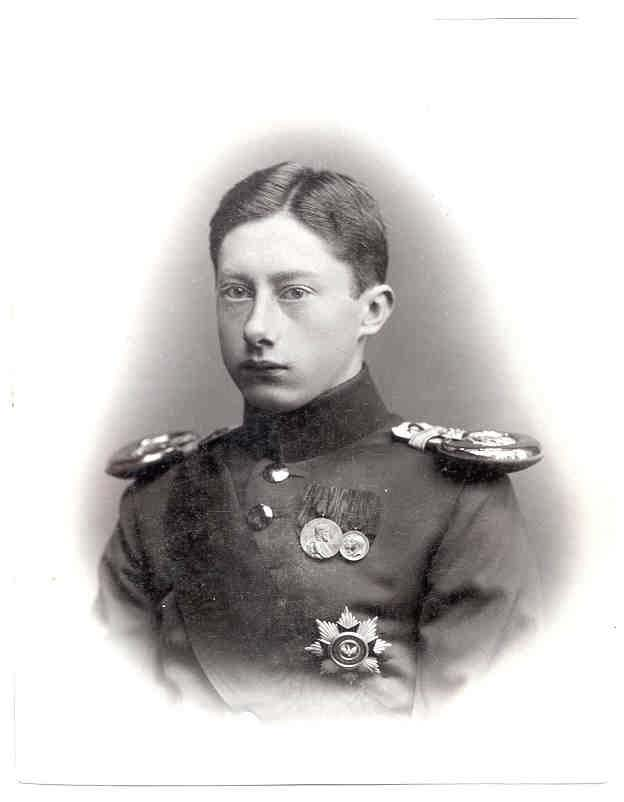
Prinz Bernhard Heinrich von Sachsen-Weimar-Eisenach

Bernhard Carl Alexander Hermann Heinrich Wilhelm Oscar Friedrich Franz Peter von Sachsen-Weimar-Eisenach (* 18. April 1878 in Weimar; † 1. Oktober 1900 in Eisenach) war Prinz von Sachsen-Weimar-Eisenach und Herzog zu Sachsen.

## Leben
Bernhard Heinrich war Sohn des Erbgroßherzogs Karl August von Sachsen-Weimar-Eisenach (1844–1894) aus dessen Ehe mit Pauline (1852–1904), Tochter des Prinzen Herrmann von Sachsen-Weimar-Eisenach (1825–1901). Er war der jüngere Bruder des Großherzogs Wilhelm Ernst (Sachsen-Weimar-Eisenach). Seine Großeltern waren Großherzogs Carl Alexander (Sachsen-Weimar-Eisenach) (1818–1901) und Prinzessin Sophie der Niederlande (1824–1897). Sein unbekümmertes Wesen machte den Nachgeborenen offensichtlich zum Liebling aller. Er war „sehr zart und klein, aber in sportlichen Dingen von ziemlicher Energie, dabei sehr lustig und von einer Freundlichkeit gegen Jedermann, die ihm eine ziemliche Beliebtheit eintrug“.
Ab dem Jahr 1890 besuchte Bernhard Heinrich gemeinsam mit Bruder Wilhelm Ernst das Königliche Wilhelms-Gymnasium in Kassel. Prinz Bernhard Heinrich, wurde bei den 3. Garde-Ulanen in Potsdam angemeldet – dem Regiment, in dem auch Harry Graf Kessler (1868–1937) 1892/1893 seinen Einjährig-Freiwilligen-Militärdienst geleistet hatte.
Prinz Bernhard Heinrich erbte den Besitz um Schloss Racot und die Herrschaft Stenschewo in Posen. Zusammen mit seinem Bruder hatte er neben der Erbanwartschaft auf den niederländischen Thron auch Besitzungen in den Niederlanden von seiner Großmutter, der niederländischen Prinzessin Sophie, geerbt.

## Tod
Er starb am 1. Oktober 1900. „Prinz Bernhard Heinrich war stark erkältet von den Manövern auf die Wartburg gekommen und hat sich dort an den Jagden theilnehmend nicht geschont, doch schien, wie man mir sagt sein Befinden durchaus unbedenklich auch noch am Sonntag Abend, als er sich mit Fieber zu Bett begab. Montag früh fühlte sich der Prinz in Folge hohen Fiebers matt, nahm aber Thee zum Frühstück und sprach scherzend mit dem Arzte. Dieser bemerkte plötzlich, dass der Tod eintrete, ließ Seine Königliche Hoheit den Großherzog holen, welcher gerade zur Zeit kam, um die erkaltende Hand seines sanft einschlummernden Enkels in der Seinen zu halten. Der Erbgroßherzog weilte in Schlesien. Der Tod ist nach Ansicht des Arztes in Folge rapid verlaufender Lungenentzündung eingetreten.“

## Vorfahren
| Ahnentafel Bernhard Heinrich von Sachsen-Weimar-Eisenach        | Ahnentafel Bernhard Heinrich von Sachsen-Weimar-Eisenach                                                                 | Ahnentafel Bernhard Heinrich von Sachsen-Weimar-Eisenach                                                                 | Ahnentafel Bernhard Heinrich von Sachsen-Weimar-Eisenach                                                                 | Ahnentafel Bernhard Heinrich von Sachsen-Weimar-Eisenach                                                                 | Ahnentafel Bernhard Heinrich von Sachsen-Weimar-Eisenach                                                                 | Ahnentafel Bernhard Heinrich von Sachsen-Weimar-Eisenach                                                                 | Ahnentafel Bernhard Heinrich von Sachsen-Weimar-Eisenach                                                                 | Ahnentafel Bernhard Heinrich von Sachsen-Weimar-Eisenach                                                                 |
| --------------------------------------------------------------- | --- | --- | --- | --- | --- | --- | --- | --- |
| Urgroßeltern                                                    | Großherzog Karl Friedrich (Sachsen-Weimar-Eisenach) (1783–1853) ⚭ 1804 Großfürstin Marija Pawlowna Romanowa (1786–1859)  | Großherzog Karl Friedrich (Sachsen-Weimar-Eisenach) (1783–1853) ⚭ 1804 Großfürstin Marija Pawlowna Romanowa (1786–1859)  | König Wilhelm II. (Niederlande) (1792–1849) ⚭ 1816 Großfürstin Anna Pawlowna (1795–1865)                                 | König Wilhelm II. (Niederlande) (1792–1849) ⚭ 1816 Großfürstin Anna Pawlowna (1795–1865)                                 | Prinz Karl Bernhard von Sachsen-Weimar-Eisenach (1792–1862) ⚭ 1816 Prinzessin Ida von Sachsen-Meiningen (1794–1852)      | Prinz Karl Bernhard von Sachsen-Weimar-Eisenach (1792–1862) ⚭ 1816 Prinzessin Ida von Sachsen-Meiningen (1794–1852)      | König Wilhelm I. (Württemberg) (1781–1864) ⚭ 1839 Prinzessin Pauline von Württemberg (1800–1873)                         | König Wilhelm I. (Württemberg) (1781–1864) ⚭ 1839 Prinzessin Pauline von Württemberg (1800–1873)                         |
| Großeltern                                                      | Großherzog Carl Alexander (Sachsen-Weimar-Eisenach) (1818–1901) ⚭ 1842 Prinzessin Sophie der Niederlande (1824–1897)     | Großherzog Carl Alexander (Sachsen-Weimar-Eisenach) (1818–1901) ⚭ 1842 Prinzessin Sophie der Niederlande (1824–1897)     | Großherzog Carl Alexander (Sachsen-Weimar-Eisenach) (1818–1901) ⚭ 1842 Prinzessin Sophie der Niederlande (1824–1897)     | Großherzog Carl Alexander (Sachsen-Weimar-Eisenach) (1818–1901) ⚭ 1842 Prinzessin Sophie der Niederlande (1824–1897)     | Prinz Herrmann von Sachsen-Weimar-Eisenach (1825–1901) ⚭ 1851 Prinzessin Auguste von Württemberg (1826–1898)             | Prinz Herrmann von Sachsen-Weimar-Eisenach (1825–1901) ⚭ 1851 Prinzessin Auguste von Württemberg (1826–1898)             | Prinz Herrmann von Sachsen-Weimar-Eisenach (1825–1901) ⚭ 1851 Prinzessin Auguste von Württemberg (1826–1898)             | Prinz Herrmann von Sachsen-Weimar-Eisenach (1825–1901) ⚭ 1851 Prinzessin Auguste von Württemberg (1826–1898)             |
| Eltern                                                          | Erbgroßherzog Karl August von Sachsen-Weimar-Eisenach (1844–1894) ⚭ 1873 Pauline von Sachsen-Weimar-Eisenach (1852–1904) | Erbgroßherzog Karl August von Sachsen-Weimar-Eisenach (1844–1894) ⚭ 1873 Pauline von Sachsen-Weimar-Eisenach (1852–1904) | Erbgroßherzog Karl August von Sachsen-Weimar-Eisenach (1844–1894) ⚭ 1873 Pauline von Sachsen-Weimar-Eisenach (1852–1904) | Erbgroßherzog Karl August von Sachsen-Weimar-Eisenach (1844–1894) ⚭ 1873 Pauline von Sachsen-Weimar-Eisenach (1852–1904) | Erbgroßherzog Karl August von Sachsen-Weimar-Eisenach (1844–1894) ⚭ 1873 Pauline von Sachsen-Weimar-Eisenach (1852–1904) | Erbgroßherzog Karl August von Sachsen-Weimar-Eisenach (1844–1894) ⚭ 1873 Pauline von Sachsen-Weimar-Eisenach (1852–1904) | Erbgroßherzog Karl August von Sachsen-Weimar-Eisenach (1844–1894) ⚭ 1873 Pauline von Sachsen-Weimar-Eisenach (1852–1904) | Erbgroßherzog Karl August von Sachsen-Weimar-Eisenach (1844–1894) ⚭ 1873 Pauline von Sachsen-Weimar-Eisenach (1852–1904) |
| Prinz Bernhard Heinrich von Sachsen-Weimar-Eisenach (1878–1900) | | | | | | | | |